# Bahnstrecke Wolkramshausen–Erfurt
| Streckennummer (DB): | 6302                                                                                |                                                                |                                                                |
| Kursbuchstrecke (DB): | 601                                                                                 |                                                                |                                                                |
| Kursbuchstrecke: | 159c (1934) 159f (Kühnhausen – Erfurt Hbf 1934)                                     |                                                                |                                                                |
| Streckenlänge: | 71,061 km                                                                           |                                                                |                                                                |
| Spurweite: | 1435 mm (Normalspur)                                                                |                                                                |                                                                |
| Streckenklasse: | CM4 (Wolkramshausen–Hohenebra) CE (Hohenebra–Kühnhausen) D4 (Kühnhausen–Erfurt Hbf) |                                                                |                                                                |
| Zugbeeinflussung: | PZB                                                                                 |                                                                |                                                                |
| |                                                                                     |                                                                |                                                                |
| \| \| \| von Halle (Saale) Hbf \| \| \| \| 0,000 \| Wolkramshausen \| Wolkramshausen \| \| \| \| nach Hann. Münden \| \| \| \| 3,435 \| Kleinfurra \| Kleinfurra \| \| \| 7,050 \| Großfurra \| Großfurra \| \| \| 9,121 \| Glückauf \| Glückauf \| \| \| \| Wipper \| \| \| \| 12,029 \| Sondershausen \| Sondershausen \| \| \| \| nach Bad Frankenhausen \| \| \| \| 19,247 \| Hohenebra \| Hohenebra \| \| \| \| nach Ebeleben \| \| \| \| 21,749 \| Hohenebra Ort \| Hohenebra Ort \| \| \| 25,054 \| Niederspier \| Niederspier \| \| \| \| Helbe \| \| \| \| \| Helbe \| \| \| \| 30,730 \| Wasserthaleben \| Wasserthaleben \| \| \| \| von Ebeleben \| \| \| \| \| Helbe \| \| \| \| 35,769 \| Greußen \| Greußen \| \| \| 40,730 \| Gangloffsömmern \| Gangloffsömmern \| \| \| \| von Ballstädt und von Großheringen \| \| \| \| 44,992 \| Straußfurt \| Straußfurt \| \| \| \| Unstrut \| \| \| \| 52,147 \| Ringleben-Gebesee \| Ringleben-Gebesee \| \| \| 56,157 \| Walschleben \| Walschleben \| \| \| \| von Bad Langensalza \| \| \| \| 60,070 \| Kühnhausen \| Kühnhausen \| \| \| 62,270 \| Erfurt-Gispersleben \| Erfurt-Gispersleben \| \| \| \| von Nottleben \| \| \| \| 65,250 \| Erfurt Nord \| Erfurt Nord \| \| \| 66,741 \| Abzw Erfurt Dieselstraße \| Abzw Erfurt Dieselstraße \| \| \| \| Verbindungsbahn nach Abzw Erfurt Leipziger Straße \| \| \| \| 68,200 \| Erfurt Nordhäuser Bahnhof \| Erfurt Nordhäuser Bahnhof \| \| \| \| von Sangerhausen \| \| \| \| \| von Halle (Saale) Hbf und von Leipzig Hbf (Schnellfahrstrecke) \| \| \| \| 71,061 \| Erfurt Hbf \| Erfurt Hbf \| \| \| \| nach Bebra \| \| |                                                                                     |                                                                |                                                                |
| Strecke |                                                                                     | von Halle (Saale) Hbf                                          | von Halle (Saale) Hbf                                          |
| Bahnhof | 0,000                                                                               | Wolkramshausen                                                 | Wolkramshausen                                                 |
| Abzweig geradeaus und nach rechts |                                                                                     | nach Hann. Münden                                              | nach Hann. Münden                                              |
| Bahnhof | 3,435                                                                               | Kleinfurra                                                     | Kleinfurra                                                     |
| Haltepunkt / Haltestelle | 7,050                                                                               | Großfurra                                                      | Großfurra                                                      |
| Haltepunkt / Haltestelle | 9,121                                                                               | Glückauf                                                       | Glückauf                                                       |
| Brücke über Wasserlauf |                                                                                     | Wipper                                                         | Wipper                                                         |
| Bahnhof | 12,029                                                                              | Sondershausen                                                  | Sondershausen                                                  |
| Abzweig geradeaus und ehemals nach links |                                                                                     | nach Bad Frankenhausen                                         | nach Bad Frankenhausen                                         |
| Dienststation / Betriebs- oder Güterbahnhof | 19,247                                                                              | Hohenebra                                                      | Hohenebra                                                      |
| Abzweig geradeaus und nach rechts |                                                                                     | nach Ebeleben                                                  | nach Ebeleben                                                  |
| Haltepunkt / Haltestelle | 21,749                                                                              | Hohenebra Ort                                                  | Hohenebra Ort                                                  |
| Haltepunkt / Haltestelle | 25,054                                                                              | Niederspier                                                    | Niederspier                                                    |
| Brücke über Wasserlauf |                                                                                     | Helbe                                                          | Helbe                                                          |
| Brücke über Wasserlauf |                                                                                     | Helbe                                                          | Helbe                                                          |
| Bahnhof | 30,730                                                                              | Wasserthaleben                                                 | Wasserthaleben                                                 |
| Abzweig geradeaus und ehemals von rechts |                                                                                     | von Ebeleben                                                   | von Ebeleben                                                   |
| Brücke über Wasserlauf |                                                                                     | Helbe                                                          | Helbe                                                          |
| Bahnhof | 35,769                                                                              | Greußen                                                        | Greußen                                                        |
| Haltepunkt / Haltestelle | 40,730                                                                              | Gangloffsömmern                                                | Gangloffsömmern                                                |
| Abzweig geradeaus, von links und ehemals von rechts |                                                                                     | von Ballstädt und von Großheringen                             | von Ballstädt und von Großheringen                             |
| Bahnhof | 44,992                                                                              | Straußfurt                                                     | Straußfurt                                                     |
| Brücke über Wasserlauf |                                                                                     | Unstrut                                                        | Unstrut                                                        |
| Bahnhof | 52,147                                                                              | Ringleben-Gebesee                                              | Ringleben-Gebesee                                              |
| Haltepunkt / Haltestelle | 56,157                                                                              | Walschleben                                                    | Walschleben                                                    |
| Abzweig geradeaus und von rechts |                                                                                     | von Bad Langensalza                                            | von Bad Langensalza                                            |
| Bahnhof | 60,070                                                                              | Kühnhausen                                                     | Kühnhausen                                                     |
| Bahnhof | 62,270                                                                              | Erfurt-Gispersleben                                            | Erfurt-Gispersleben                                            |
| Abzweig geradeaus und ehemals von rechts |                                                                                     | von Nottleben                                                  | von Nottleben                                                  |
| Bahnhof | 65,250                                                                              | Erfurt Nord                                                    | Erfurt Nord                                                    |
| Blockstelle | 66,741                                                                              | Abzw Erfurt Dieselstraße                                       | Abzw Erfurt Dieselstraße                                       |
| Abzweig geradeaus und nach links |                                                                                     | Verbindungsbahn nach Abzw Erfurt Leipziger Straße              | Verbindungsbahn nach Abzw Erfurt Leipziger Straße              |
| ehemaliger Bahnhof | 68,200                                                                              | Erfurt Nordhäuser Bahnhof                                      | Erfurt Nordhäuser Bahnhof                                      |
| Abzweig geradeaus und von links |                                                                                     | von Sangerhausen                                               | von Sangerhausen                                               |
| Abzweig geradeaus und von links |                                                                                     | von Halle (Saale) Hbf und von Leipzig Hbf (Schnellfahrstrecke) | von Halle (Saale) Hbf und von Leipzig Hbf (Schnellfahrstrecke) |
| Bahnhof | 71,061                                                                              | Erfurt Hbf                                                     | Erfurt Hbf                                                     |
| Strecke |                                                                                     | nach Bebra                                                     | nach Bebra                                                     |

Die Bahnstrecke Wolkramshausen–Erfurt ist eine eingleisige Hauptbahn in Thüringen, die ursprünglich durch die Nordhausen-Erfurter Eisenbahn-Gesellschaft erbaut und betrieben wurde. Sie zweigt in Wolkramshausen von der Bahnstrecke Halle–Hann. Münden ab und führt über Sondershausen und Straußfurt nach Erfurt.
Der Schienenpersonennahverkehr auf der Strecke wird durch die DB Regio Südost als eine von vier Linien der Nordthüringenbahn erbracht.

## Geschichte

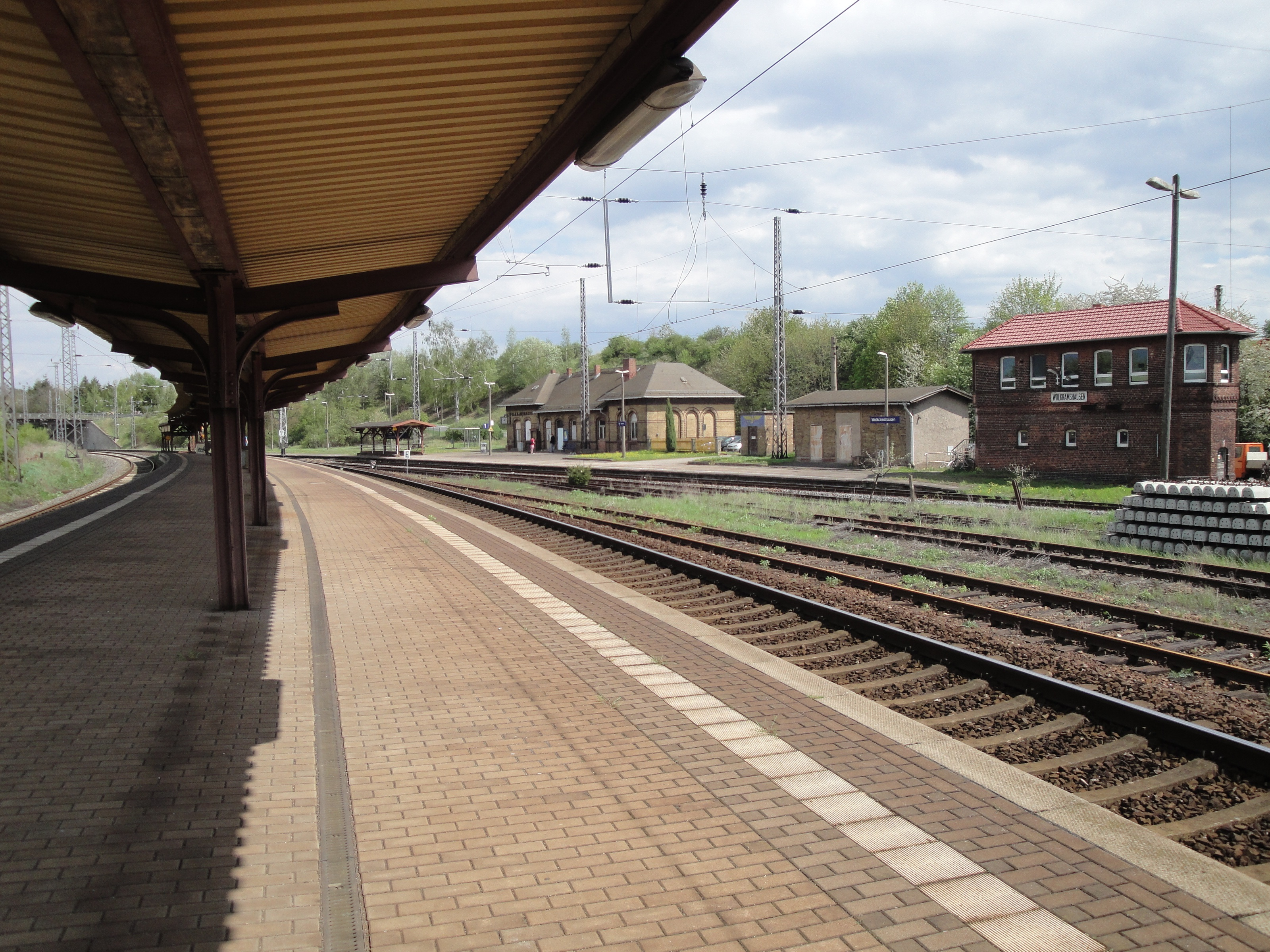
Bahnhof Wolkramshausen

Der Bau der Nordhausen-Erfurter Eisenbahn (NEE) wurde zwischen Preußen und dem Fürstentum Schwarzburg-Sondershausen in einem Vertrag vom 21. Dezember 1866 geregelt. Die noch 1866 mit Hilfe von Beteiligungen und Garantien der Regierung von Schwarzburg-Sondershausen sowie der anliegenden Kreise und Städte gegründete Gesellschaft erhielt von Preußen am 24. April 1867 und von Schwarzburg-Sondershausen am 17. Juni 1867 die Baukonzessionen. Ziel des Bahnbaus war es, eine Verbindung der beiden damals preußischen Städte Nordhausen und Erfurt in der Provinz Sachsen zu schaffen und zugleich der Unterherrschaft, also dem Nordteil des Fürstentums Schwarzburg-Sondershausen, den ersten Eisenbahnanschluss zu bringen.

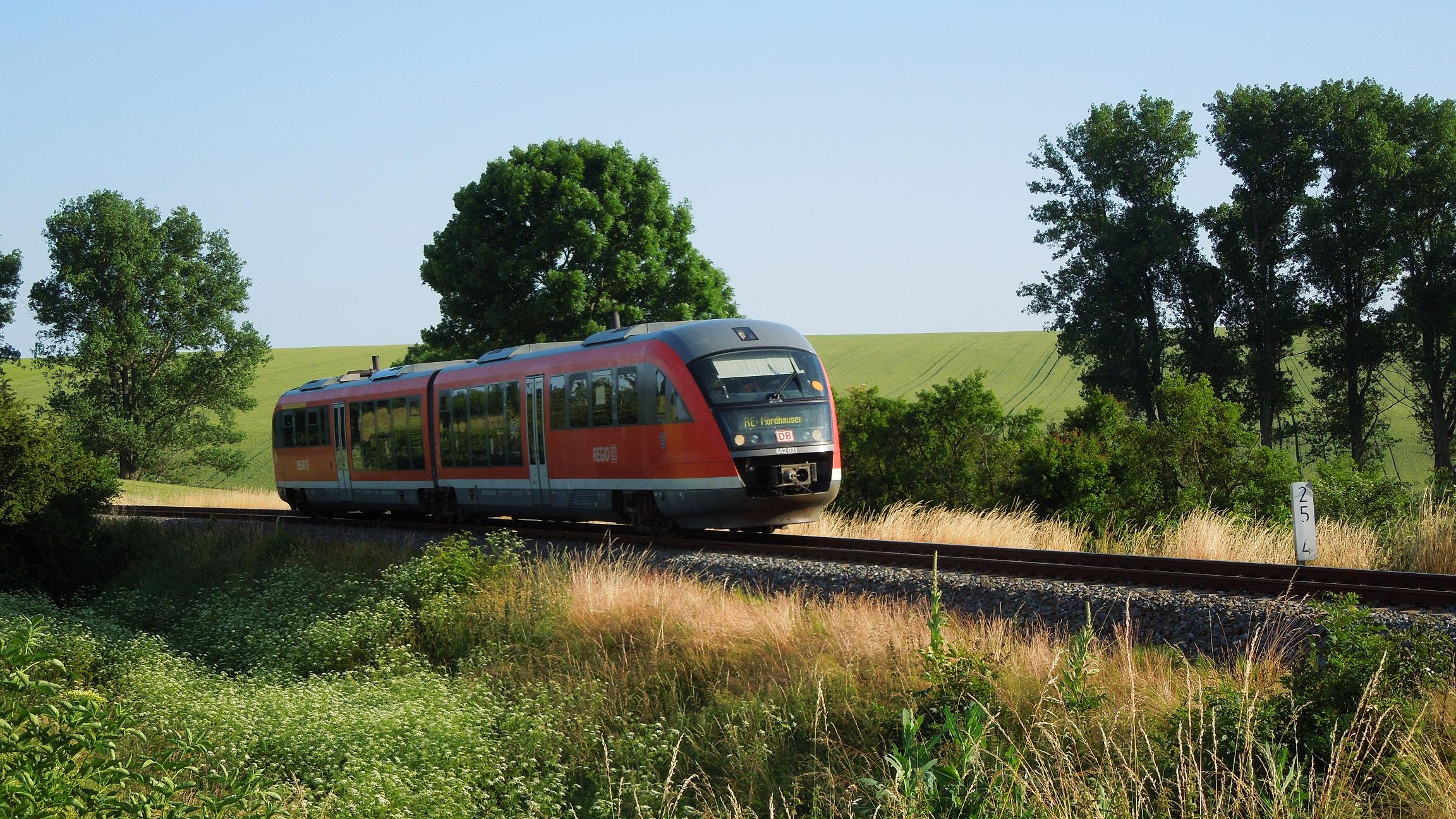
Triebwagen der DB Regio bei Niederspier

Die Strecke wurde von einem Consortium der Unternehmen Pleßner, Schultze & Steinfeld aus Berlin erbaut und am 17. August 1869 eröffnet. Sie benutzte von Nordhausen bis Wolkramshausen auf acht Kilometer die Trasse der Halle-Kasseler Eisenbahn Richtung Eichenberg–Kassel, allerdings auf einem dafür gebauten zweiten Gleis, erreichte die Residenzstadt Sondershausen und durchquerte weiter in südlicher Richtung den Höhenzug der Hainleite und führte über Greußen und Straußfurt in die heutige Landeshauptstadt Erfurt, wo sie im Bahnhof der Thüringischen Eisenbahn endete. Auf der Strecke zweigten später noch eine Reihe Stich- und Verbindungsbahnen ab, so in Sondershausen ab 1898 die 20 Kilometer lange Strecke nach Bad Frankenhausen. Ab Hohenebra (1883) und Greußen (1901) führten die Bachsteinbahnen nach Ebeleben und Keula. Von Straußfurt führte noch eine Verbindungen nach Ballstädt und von Kühnhausen nach Langensalza.
Im Zuge der Verstaatlichung der Privatbahnen in Preußen und nachdem die Ertragslage angesichts wachsender Konkurrenz anderer Bahnen nicht mehr den Erwartungen entsprach, ging die Gesellschaft auf ein Kaufangebot des Preußischen Staates ein und übertrug ihm das Eigentum an der Bahn zum 1. Januar 1887. Die Gesellschaft löste sich auf; der Bahnbetrieb wurde der Eisenbahndirektion in Frankfurt am Main unterstellt, schon bald jedoch der Direktion Erfurt. Von 1976 bis 1995 benutzte außerdem die S-Bahn Erfurt die Strecke zwischen Erfurt Hbf und Erfurt Nord.

## Planungen

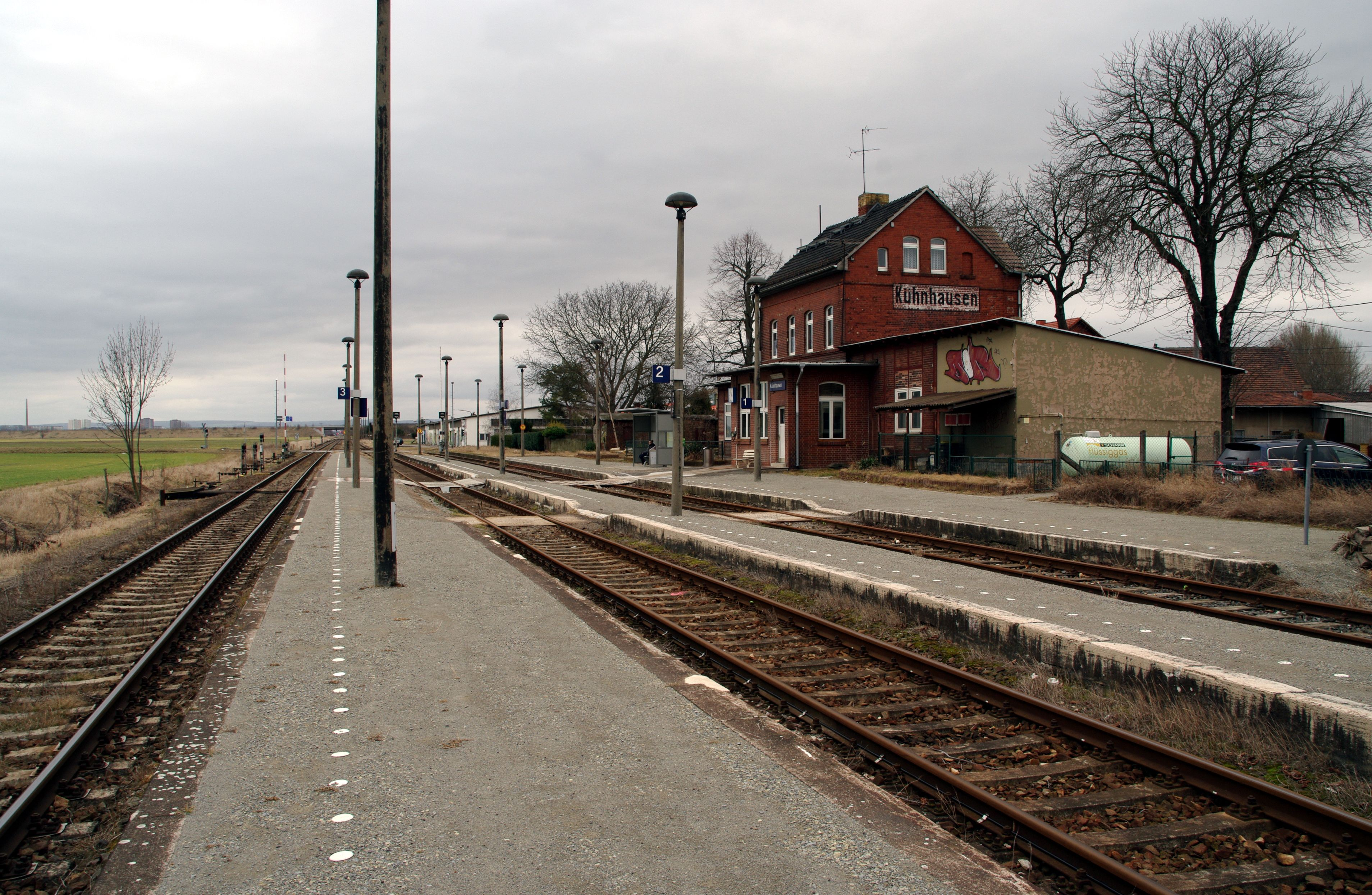
Bahnhof Kühnhausen (2012)

Im Jahre 2009 begannen die Planungen zum Ausbau der Strecke Nordhausen–Erfurt für eine Streckenhöchstgeschwindigkeit von 120 km/h. Es wird angestrebt, die Fahrzeit auf weniger als eine Stunde zu reduzieren und Anschlüsse an die ICE-Neubaustrecke Richtung Süden herzustellen. In Kühnhausen sollen die technischen Voraussetzungen für das Kuppeln mit Triebwagen aus Richtung Bad Langensalza geschaffen werden.
Der Baubeginn für den ersten Streckenabschnitt Wolkramshausen–Sondershausen war im Jahr 2011 für das dritte Quartal 2014 geplant, eine Verzögerung von etwa eineinhalb Jahren. Die Gesamtbaukosten wurden auf rund 70 Millionen Euro geschätzt, finanziert aus Bundesmitteln und Eigenmitteln der DB Netz AG. Der Abschnitt wurde schließlich vom April 2021 bis Februar 2022 saniert.
Die weitere Strecke sollte ursprünglich bis 2025 saniert werden, jedoch wurde nur von April bis Dezember 2024 ein Bahnübergang nahe Hohenebra durch eine Unterführung ersetzt. Die weitere Strecke soll bis 2028 in den vier Abschnitten Sondershausen–Straußfurt, Straußfurt–Kühnhausen, der Bahnhof Kühnhausen und Kühnhausen–Erfurt-Nord erfolgen.

## Personenverkehr
- 1880: täglich zwei Zugpaare, Fahrzeit 2:18 h.
- 1913: täglich sechs Zugpaare, davon zwei beschleunigte Zugpaare, Fahrzeit 1:27 h.
- 1936: täglich neun Zugpaare, davon zwei beschleunigte Zugpaare, Fahrzeit 1:40 h.
- 2006: KBS 601, stündlicher Verkehr, jeder zweite Zug ein Regionalexpress (RE), Fahrzeit 1:19 h.
- 2009: täglich bis zu siebzehn Zugpaare mit zusätzlichen Zügen Nordhausen–Sondershausen, stündlicher Verkehr, jeder zweite Zug ein RE, Fahrzeit 1:15 h.

Heute verkehren auf der Strecke die beiden stündlichen Linien RE 55 und RE 56, wobei der RE 55 von Erfurt Hbf bis Straußfurt und der RE 56 von Straußfurt bis Nordhausen überall hält. Der RE 55 benötigt so für die Gesamtstrecke eine Stunde und dreizehn Minuten, der RE 56 eine Stunde und achtzehn Minuten. Beide Linien verkehren im Zweistundentakt und ergänzen sich zum groben Stundentakt. Betrieben werden sie von der DB Regio AG mit Dieseltriebwagen der Baureihe 642.
Im Abschnitt Erfurt Hbf – Kühnhausen wird die Strecke darüber hinaus auch von den zweistündlich verkehrenden Linien RE 2 Erfurt Hbf – Kassel-Wilhelmshöhe und RB 52 Erfurt Hbf – Leinefelde befahren, die in Kühnhausen nach Bad Langensalza abzweigen. RE 55 und RB 52 ergänzen sich bis Kühnhausen zu einem groben Stundentakt.
Beide Linien sollen ab Dezember 2028 bis 2041 im neu geschaffenen im Mittelthüringer Akku-Netz mit batterieelektrischen Fahrzeugen betrieben werden. Die Ausschreibung dieses Netzes gewann DB Regio.

## Güterverkehr
Im Jahr 2020 verkehren regelmäßig Güterzüge ausgehend von Ebeleben und Kühnhausen über die Strecke.

## Zwischenfälle
Am 3. Juli 1960 setzten sich im Bahnhof Sondershausen 11 Güterwagen in Richtung Glückauf in Bewegung und kollidierten mit einem entgegenkommenden Personenzug. Dabei wurden eine Person schwer und acht Personen leicht verletzt.